# مواقف طيار (كتاب)
كتاب مواقف طيار من تأليف الطيار أنس عبد الحميد القوز، يروي فيه قصصاً واقعية حصلت لأشخاص حقيقيين في مختلف المناطق ومعظم القصص قصص شخصية للمؤلف, يتناول المؤلف القصص بطريقة أدبية مشوقة , طول القصة الواحدة حوالي 15 صفحة. وضع المؤلف في كتابه 21 قصة، يتكون الكتاب من 330 صفحة.

## القصص الموجودة في الكتاب
حسب التسلسل في الكتاب :
| عنوان القصة        | الطيار                | المكان           |
| ------------------ | --------------------- | ---------------- |
| قدر في السماء      | كابتن خالد الشبيلي    | دلهي-الهند       |
| دقائق وثوان        | كابتن أنس القوز       | الرياض-السعودية  |
| اسمها هيفاء        | كابتن محمد المحسيني   | جيزان-السعودية   |
| سر جلد الثور       | كابتن أنس القوز       | الرياض-السعودية  |
| الطيور المهاجرة    | كابتن طيار علي المدني | الظهران-السعودية |
| مجاهدون من أفغان   | -                     | لاهور-باكستان    |
| ثعبان حول الطائرة  | الرائد سليم           | الطائف-السعودية  |
| مجاهدون من أفغان   | -                     | لاهور-باكستان    |
| السحب المسمومة     | مهندس محمد الشيخ ناصر | جدة-السعودية     |
| منجل فلاحة         | الرائد كريم مسعود     | سراقودا-باكستان  |
| طفل يختنق          | كابتن سعود السبيعي    | القاهرة-مصر      |
| مشكلة في الرادار   | كابتن أنس القوز       | الرياض-السعودية  |
| درس سماوي          | كابتن حمدان دريب      | باريس-فرنسا      |
| الغرفة السوداء     | -                     | مركز التدريب-جدة |
| وحش من وراء التلال | كابتن أنس القوز       | أبها السعودية    |
| عطل في الجناح      | كابتن صالح            | تبوك-السعودية    |
| نار في المحرك      | كابتن عقيل العقيل     | جيزان-السعودية   |
| الجسر الأزرق       | كابتن أنس القوز       | الخرطوم-السودان  |
| خمسة فقط           | -                     | كالي-كولومبيا    |
| بل كارثة أخرى      | كابتن توماس           | بانكوك-تايلند    |
| محاولة يائسة       | كابتن خالد الشبيلي    | أبها-السعودية    |